# Yves Jouffroy
Pour les articles homonymes, voir Jouffroy.
Yves Jouffroy est un chanteur et acteur français, né le 24 septembre 1944 à Palinges (Saône-et-Loire).

## Biographie
Il commence sa carrière en 1974 par la chanson Histoire vécue ' qui obtient un disque d'or et reçoit le prix du festival de la Rose d'or d'Antibes en 1974.
Il joue dans de nombreuses publicités télévisées pour des marques telles que Milka, Citroën ou Nissan.
Yves participe à la Rose d'or 2005, en concert avec Cliff Richard, Nicole Croisille, Gérard Lenorman, Herbert Léonard, Jeane Manson, etc.
Depuis 2008, il a joué plusieurs fois au théâtre du Nord-Ouest à Paris.

## Filmographie

### Cinéma
- 1984 : Pinot simple flic  de Gérard Jugnot : l'urgentiste à la préfecture de police
- 1985 : À nous les garçons de Michel Lang : Jean-Luc
- 1985 : Glamour de François Merlet : Philippe
- 1987 : Police des mœurs : Les Filles de Saint Tropez de Jean Rougeron : Savary
- 2005 : Les Parrains de Frédéric Forestier : le client Bentley

### Télévision
- 1983 : Les Cinq Dernières Minutes (épisode Rouge marine), série télévisée de Jean-Pierre Desagnat

## Théâtre
- 2006 : La Guerre civile d'Henry de Montherlant
- 2006 : Columbo de William Link et Richard Levinson (mise en scène)
- 2004 : Patate de Marcel Achard, mise en scène Bernard Menez,  Théâtre Daunou